# 酢酸エチル
酢酸エチル（さくさんエチル、英: ethyl acetate）とは、有機化合物で、酢酸とエタノールが脱水縮合したエステル。引火点 −4 ℃の、パイナップルに似た果実臭のする無色で揮発性の液体で、有機溶媒として用いられる。
極性が高く、最大で 3% 重量ほど酢酸エチルに水が溶解する。逆に水に対しては 10体積%（25℃）ほど溶解し温度が低いほど増大する。また、エタノール、エーテル、ベンゼン、ヘキサンなどのほとんどの有機溶媒と任意の割合で混ざり合う。

## 反応性
湿気（水分）を含むものは徐々に加水分解し、酸が存在すると加速する。アルカリ水溶液中ではけん化により加水分解する。酸触媒の場合は平衡反応であるため可逆であるが、アルカリ触媒の場合は加水分解のみが進行する。
{\displaystyle {\ce {CH3COOCH2CH3 + OH^- -> CH_3COO^- + CH3CH2OH}}}

## 合成法
工業的な合成法としては以下の3つの方法が挙げられる。
Fisherエステル化
酢酸エチルは低沸点であることから、硫酸を酸触媒として酢酸とエタノール(=エチルアルコール)とを加熱して脱水縮合させ、生成する酢酸エチルを連続的に蒸留で取り出すことで効率よく合成することができる。
{\displaystyle {\rm {CH_{3}COOH+CH_{3}CH_{2}OH{\begin{matrix}{\rm {cat.H^{+}}}\\\ _{\longleftarrow }^{\longrightarrow }\\\ \end{matrix}}CH_{3}COOCH_{2}CH_{3}+H_{2}O}}}
ティシチェンコ反応
アセトアルデヒドを塩基触媒により酢酸エチルに転換する。形式的には、アセトアルデヒドが不均化し、エタノールと酢酸として反応しているように見える。本法はエタノールに対して課税する国では原料コストの高いエタノールを利用せずにすむ為、日本では主流のプロセスである。しかしながら世界的な主流プロセスはエタノールを利用した方法であり、日本でもダイセルが実用化している。
エチレンと酢酸からの直接合成
最近、昭和電工により、シリカ担持ヘテロポリ酸触媒によるエチレンと酢酸からの合成法が開発された。本プロセスでは、原料価格に応じて、エチレンの代わりにエタノールを用いることもできる。56回日本化学会化学技術賞を受賞した。
酢酸エチルの2008年度日本国内生産量は 186,682 t、工業消費量は 2,377 t である。
無水酢酸、塩化アセチル、ケテンなどとエタノールが反応しても酢酸エチルを与えるが、合成法としての価値はない（下図）。

## 利用
酢酸エチルはシンナー・ラッカーなど塗料の溶剤として利用される。マニキュアの除光液として、アセトンなどと並び多用されている。またパイナップル・バナナ等天然の果実油の中にも広く含まれる果実臭成分の一つであり、エッセンスなど食品添加物の成分としても利用される。日本酒に香気成分として含まれるが、セメダイン臭として否定的なとらえ方をされる場合がある。またワインに含まれる酢酸エチルは味を落とす原因とも言われている。
有機化学実験では、アミン、ヒドリド還元試薬など広く求核試剤（試薬）と反応したりエステル交換反応することがあるので、反応溶媒としての利用は限定的である。したがって実験室での利用は抽出溶媒あるいはクロマトグラフィー法の展開溶媒としての利用が主である。クロマトグラフィーでは、低極性溶媒であるヘキサンとの混合溶媒が最も頻繁に用いられる。
また、昆虫の標本を作製する際には、殺虫するときや軟化するときに虫体が硬くなりにくく防腐効果のある殺虫剤として、必需品とされている。
ただし、色彩が鮮やかな甲虫や甲虫以外の虫に使用すると変色などを招くことがあるため、現在では亜硫酸ガスや冷凍庫などを使う殺虫法も併用されることが多い。

## 主な製造者と輸入者
日本においては、昭和電工、協和発酵、ダイセル、チッソ、日本合成化学など多数の製造業者が存在していたが、2010年現在では昭和電工とダイセルにほぼ集約された。また、価格の安いバイオエタノールを利用した酢酸エチルの輸入が2006年以降顕著となり、2009年度では輸入品のシェアが40%近くとなっている。シノケムジャパン(中国中化集団公司)(SINOCHEM)が輸入する中国製品が2006年以降増大している。その影響をうけて2010年6月には日本最大級の昭和電工徳山工場の15万tプラントが停止に追い込まれている。

## 市場規模
日本国内の市場規模は22 - 26万トンと言われている。脱トルエン(脱BTX)(脱トル)の影響でトルエンから代替が進めばその市場規模はさらに拡大すると予想される。また2011年3月に発生した東日本大震災の影響により日本国内のメチルエチルケトンの供給能力が低下したことにともない、メチルエチルケトンから酢酸エチルへの代替も進んでいる。
1)　日本国内生産実績(生産動態統計)
　　2007年　260,854MT、2008年　186,719MT、2009年　156,528MT、2010年　110,532MT、　
　　ちなみに2010年に日本国内の製造業者が2社以下になったことにともない、2011年1月以降経済産業省では酢酸エチルの生産動態統計の発表を見合わせている
　　。
2)　日本への輸入量
　　2007年　47,884MT、2008年　74,309MT、2009年　77,268MT、2010年　105,205MT
　　そのうち中国からの輸入量
　　2007年　22,007MT、2008年　50,099MT、2009年　53,432MT、2010年　82,275MT

## 法規制
日本では消防法により危険物第4類引火性液体（第一石油類 非水溶性液体）に指定されている。
単品は毒物及び劇物取締法、毒物及び劇物指定令により劇物に指定されている。ただし、これを含む製剤（シンナーの一部など）は劇物とならない。
他に、労働安全衛生法、労働基準法、家内労働法、船舶輸送法、海洋汚染等及び海上災害の防止に関する法律（海洋汚染防止法）、悪臭防止法、食品衛生法に関連規定がある。